# Стрілянина в школі Сентенніел
Стрілянина в школі Сентенніел секондарі (англ. Brampton Centennial Secondary School) — події, що відбулися 28 травня 1975 року в місті  Брамптон, Онтаріо, Канада, коли 16-річний учень Майкл Пітер Слободян (англ. Michael Peter Slobodian) із самозарядної гвинтівки вбив двох і поранив 13 людей у своїй школі, а потім наклав на себе руки.

## Подія
У середу, 28 травня 1975 року об 11:35 Майкл Слободян прийшов до своєї школи з двома самозарядними гвинтівками 22-го та 44-го калібрів, які він проніс, сховавши у футляр від гітари. Майкл був злий на вчителя фізики за те, що той поставив погану оцінку, яка не дозволяла йому вступити до медичної академії, і хотів помститися йому. Однак він виявився не в змозі зробити це, оскільки кабінет фізики знаходився на третьому поверсі. Тоді Слободян направився до чоловічої вбиральні, де почав стріляти в учнів. Він убив однокласника — Джона Слінгера. Потім він забіг до класу, де вбив викладача англійської мови — Маргарет Райт та поранив ще 13 осіб. Потім вийшов у коридор, де наклав на себе руки прямо біля входу в клас.
Свідками стрільби стали Кеті і Ненсі Девіс — дочки прем'єр-міністра Онтаріо Білла Девіса, а також майбутня зірка The Kids in the Hall —  Скотт Томпсон, який був знайомий зі Слободяном.

## Наслідки
Школа була закрита до понеділка. Після цієї події в Канаді був посилений контроль над  вогнепальною зброєю. Раніше кожна людина могла зайти в магазин зброї і без перевірки купити будь-яку зброю і боєприпаси в будь-якій кількості.